# Pimentel (República Dominicana)
Pimentel es un municipio de la República Dominicana, que está situado en la provincia de Duarte.

## Límites
Municipios limítrofes:
|                     | Norte: San Francisco de Macorís |                |
| Oeste: Las Guáranas |                                 | Este: Castillo |
|                     | Sur: La Mata y Cotuí            |                |

## Distritos municipales
Está formado por el distrito municipal de:
| Nombre   | Código   |
| -------- | -------- |
| Pimentel | 03060401 |

## Demografía
En el censo de 1920 su población era de 5937 habitantes.
Según el censo de 2002, el municipio tenía 18280 habitantes, de los cuales 9849 vivían en la ciudad propiamente dicha y 8431 en sus zonas rurales.
Para 2010 su población descendió en un 2,3 por ciento a 17864 habitantes.

## Historia
El primer nombre del pueblo de Pimentel fue Partido del Cuaba según documentos existentes relacionados con gran disputa que existió entre las autoridades del Partido de Macorís y la Renovada Villa de Cotui, por adueñarse del territorio del río Cuaba, alegando este último, que estas tierras le pertenecían por la proximidad de nuestro territorio con el de ellos, que estaba dividido en dos, Cuaba Arriba, que es donde se encuentra el Distrito Municipal de la Peña y Cuaba Abajo que es donde se encuentra hoy día el Municipio de Pimentel.
En 1812, el Partido del Cuaba tenía unos mil habitantes, esto incluyendo todas las pequeñas secciones que lo conformaban.Según estudios realizados por el destacado profesor y principal investigador de nuestras raíces, Julio Rojas, e investigaciones hechas en fuentes bibliográficas como la obra “Historia de la Parroquia de Santa Ana”, que ha sido una de nuestras principales fuentes en esta investigación.
En el territorio del Cuaba la vida comunitaria comienza a mediado del siglo XVIII.
A mediado del siglo XIV, es cuando el Partido del Cuaba deja de llamarse de esa forma, gracias a la aparición de un personaje, barbero, que tuvo tal fama que las personas que los visitaban procedentes de los campos aledaños y la comunidad del Cuaba, en vez de decir que iban para el pueblo decían que iban Pa’ Barbero.
Cuando comienza la construcción del ferrocarril en 1880, la principal fuente de subsistencia para los habitantes del ya conocido por todos “Barbero”, era la producción de caña de azúcar, ya que había pequeños Trapiches dedicados a la producción de azúcar, miel y melaza, acompañado, claro está, por los Conucos pertenecientes a la cabeza de familia.
En marzo de1898, el presidente de ese entonces, Ulises Heureaux (Lilis) realizó un viaje vía tren a la comunidad de Sánchez, a medio camino hace una parada en Barbero, comunidad en la cual lo estaban esperando los señores Buenaventura Álvarez, los hermanos Fernando y Benito De Castro y Jesús María Lora, personalidades más destacadas de la comunidad, y después de un grato recibimiento en una de las mejores residencias del pueblo que se encontraba donde está actualmente la tienda Deyanira, propiedad se la señora Aura Rosario viuda Saldaña (Ninina), les solicitan el cambio de nombre de la comunidad, alegando que la población había crecido lo suficiente para llamarse Barbero, les proponen que si él consideraba apropiado, se le cambiara el nombre de Barbero por de Villa Heureaux, el cual fue rechazado por el Señor Presidente, sustentando que si le ponía dicho nombre, al caer su gobierno, inmediatamente se lo iban a quitar, entonces Lilis decide llamarle Pimentel, en honor a su compañero de arma y héroe Restaurador, General Pedro Antonio Pimentel.
El 18 de marzo de 1898, el presidente de la República Ulises Heureaux, somete ante el Congreso de la República la Pieza que propone el cambio de nombre de la comunidad de Barbero, por el de Pimentel; el 8 de agosto de ese mismo año es convertido en Ley mediante decreto 3816, que eleva la sección de Barbero a Puesto Cantonal de Pimentel.